# Tiptakzi
Tiptakzi – według Synchronistycznej listy królów ósmy władca z dynastii kasyckiej, następca Harba-Szipaka.

## Imię
Imię tego władcy zachowało się jedynie w Synchronistycznej liście królów (I 17), ale z powodu złego stanu zachowania tabliczki jego odczyt pozostaje niepewny. Stosowana w tym artykule forma Tiptakzi opiera się na transliteracji Weidnera, który odczytał to imię jako mTi-ip-ta-[a]k-zi. Początkowo za niepewny uznał on jedynie odczyt czwartego znaku w imieniu (-ak-), ale później zmienił swoje zdanie twierdząc, iż niepewność ta dotyczyć miała jedynie trzeciego znaku (-ta-). Do zupełnie innych wniosków doszedł Brinkman, według którego możliwy miał być jedynie odczyt drugiego znaku (-ib/ip-), podczas gdy odczyt pozostałych znaków miał być niepewny. Zgodnie z tymi ustaleniami Grayson podał następujący odczyt tego imienia: mx-/ip\-x-[(x)]-x. Według Brinkmana zaproponowana przez Weidnera rekonstrukcja imienia w formie Tiptakzi nie jest wykluczona, ale mało prawdopodobna.

## Panowanie
Synchronistyczna lista królów jest jedynym źródłem, które wymienia imię tego władcy. Według niej miał on być następcą Harba-Szipaka i współczesnym asyryjskiemu królowi Szamszi-Adadowi II (ok. 1585-1580 p.n.e.). Imię następcy Tiptakzi w Synchronistycznej liście królów nie zachowało się. W Babilońskiej liście królów A tabliczka jest odłamana w miejscu, gdzie powinno znajdować się imię ósmego władcy z dynastii kasyckiej.